# Dalia Hernández
Dalia Hernández (14 de agosto de 1985 em Veracruz, México) é uma atriz mexicana. Estreou no filme Apocalypto, dirigido por Mel Gibson, em 2006. Protagonizando um dos papéis principais da película, Hernández interpretou a personagem Seven.